# DHRS2
DHRS2 (англ. Dehydrogenase/reductase 2) – білок, який кодується однойменним геном, розташованим у людей на короткому плечі 14-ї хромосоми. Довжина поліпептидного ланцюга білка становить 280 амінокислот, а молекулярна маса — 29 927.
| 10         |  | 20         |  | 30         |  | 40         |  | 50         |
| ---------- |  | ---------- |  | ---------- |  | ---------- |  | ---------- |
| MLSAVARGYQ |  | GWFHPCARLS |  | VRMSSTGIDR |  | KGVLANRVAV |  | VTGSTSGIGF |
| AIARRLARDG |  | AHVVISSRKQ |  | QNVDRAMAKL |  | QGEGLSVAGI |  | VCHVGKAEDR |
| EQLVAKALEH |  | CGGVDFLVCS |  | AGVNPLVGST |  | LGTSEQIWDK |  | ILSVNVKSPA |
| LLLSQLLPYM |  | ENRRGAVILV |  | SSIAAYNPVV |  | ALGVYNVSKT |  | ALLGLTRTLA |
| LELAPKDIRV |  | NCVVPGIIKT |  | DFSKVFHGNE |  | SLWKNFKEHH |  | QLQRIGESED |
| CAGIVSFLCS |  | PDASYVNGEN |  | IAVAGYSTRL |  |            |  |            |

A: Аланін

C: Цистеїн

D: Аспарагінова кислота

E: Глутамінова кислота

F: Фенілаланін

G: Гліцин

H: Гістидин

I: Ізолейцин

K: Лізин

L: Лейцин

M: Метіонін

N: Аспарагін

P: Пролін

Q: Глутамін

R: Аргінін

S: Серин

T: Треонін

V: Валін

W: Триптофан

Кодований геном білок за функціями належить до оксидоредуктаз, фосфопротеїнів. 
Задіяний у таких біологічних процесах, як ацетилювання, альтернативний сплайсинг. 
Локалізований у ядрі, мітохондрії.